# Ariadna thylacinus
Espèce
Ariadna thylacinus est une espèce d'araignées aranéomorphes de la famille des Segestriidae.

## Distribution
Cette espèce est endémique de Tasmanie en Australie. Elle se rencontre vers Flat Rock.

## Description
Le mâle holotype mesure 8,5 mm et la femelle paratype 13,7 mm.

## Publication originale
- Marsh, Stevens & Framenau, 2022 : « A taxonomic revision of the tube-web spiders of the genus Ariadna (Araneae: Segestriidae) in Tasmania. » Zootaxa, no 5105(2), p. 151-201.